# Дугокрили прстењак
Дугокрили прстењак (лат. Miniopterus schreibersii) је врста слепог миша (Chiroptera) из породице вечерњака (Vespertilionidae).

## Распрострањење
Врста је присутна у Азербејџану, Албанији, Алжиру, Авганистану, Босни и Херцеговини, Бугарској, Гибралтару, Грузији, Грчкој, Израелу, Италији, Јерменији, Јордану, Камеруну, Кипру, Либану, Либерији, Мађарској, Македонији, Малти, Мароку, Монаку, Нигерији, Португалу, Румунији, Русији, Сан Марину, Сијера Леонеу, Сирији, Словачкој, Словенији, Србији, Тунису, Турској, Француској, Хрватској, Црној Гори, Швајцарској и Шпанији.

## Станиште
Дугокрили прстењак има станиште на копну.
Врста је по висини распрострањена до 1.400 метара надморске висине.

## Угроженост
Ова врста је на нижем степену опасности од изумирања, и сматра се скоро угроженим таксоном.

### Популациони тренд
Популација ове врсте се смањује, судећи по расположивим подацима.